# Parco nazionale Pieniny (Slovacchia)
Il parco nazionale Pieniny (in slovacco Pieninský národný park) è un parco nazionale della Slovacchia settentrionale vicino al confine tra la Polonia e la Slovacchia  sulla catena montuosa dei monti Pieniny. È il secondo parco più antico del paese e anche se non è di grandi dimensioni ha un'importanza dal punto di vista naturalistico notevole.

## Storia

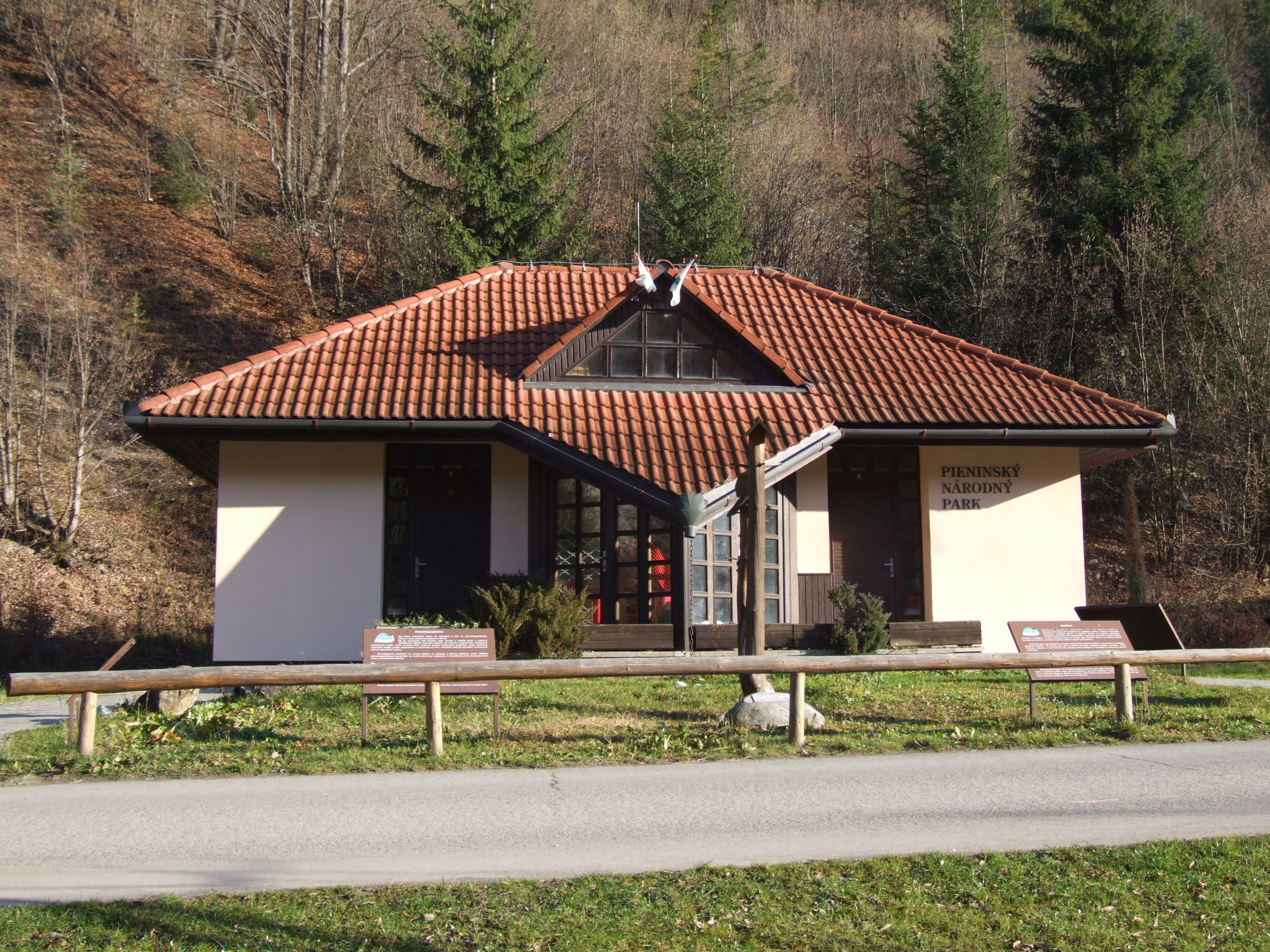
Centro informazioni del parco nazionale Pieniny

Il territorio dei monti Pieniny è stato dichiarato parco nazionale nel 1967, ma già nel 1932 la valle aperta del Dunajec con le foreste adiacenti è stata dichiarata riserva naturale slovacca dei monti Pieniny. Insieme al parco polacco Pieniński Narodowy faceva parte del primo parco internazionale d'Europa.

## Descrizione
Si tratta di un'area protetta a livello nazionale col codice 646.
L'area del parco, al confine con la Polonia rientra nella catena dei monti Pieniny, comprende il cañon del fiume Dunajec e l'intero territorio di Zamaguria. La flora è molto ricca con specie endemiche e postglaciali che si trovano distribuite in un territorio costituito da boschi ai quali si aggiunge un paesaggio agricolo unico con piccoli campi, prati e pascoli, sui quali in estate si ergono i tipicicumuli di fieno falciato di Zamagura. Anche la fauna è particolarmente ricca di specie tra le quali 766 specie di farfalle, 99 specie di molluschi e oltre 200 specie di vertebrati. Sulle scogliere e sui sentieri del bosco si può incontrare la lince, mentre nelle acque del Dunajec vivono esemplari di lontra di fiume. Dal punto di vista turistico è un territorio ricercato e frequentato.